# 무화과 (1960년 영화)
"무화과"는 한국에서 제작된 전응주 감독의 1960년 영화이다. 최무룡 등이 주연으로 출연하였고 조용진 등이 제작에 참여하였다.

## 출연

### 주연
- 최무룡
- 조미령
- 김석훈
- 황해

## 기타
- 조명: 손영철
- 녹음: 손인호